# Gemelliporidra lata
Gemelliporidra lata är en mossdjursart som beskrevs av Osburn 1952. Gemelliporidra lata ingår i släktet Gemelliporidra och familjen Hippaliosinidae. Inga underarter finns listade i Catalogue of Life.